# Куркума ароматная
Курку́ма ароматная (лат. Cúrcuma aromatica) — многолетнее травянистое растение, вид рода Куркума (Curcuma) семейства Имбирные (Zingiberaceae), иногда упоминается под названием «индийский шафран».
В естественных условиях этот вид произрастает в Южной Азии, в основном в восточных Гималаях и в теплых лесах Индии, в Западных Гатах.
Главным образом находит кулинарное применение, большей частью в кондитерском производстве. Кондитерами ценится выше куркумы длинной.